# Elena de Laudo
Elena da Laudo foi uma artista de vidro da República de Veneza.
Ela pertencia a uma família de pintores de vidro de Murano, e é conhecida por ter pintado peças em branco entregues a ela pela oficina de Salvatore Barovier em 1443-1445. De quatorze pintores de vidro especialistas documentados entre 1443 e 1516, ela e Marietta Barovier foram as únicas mulheres.